# Блек најтси Еребро
Блек најтси Еребро су клуб америчког фудбала из Еребра у Шведској. Основани су 1989. године и своје утакмице играју на стадиону Берн арена. Такмиче се тренутно у највишем рангу у Шведској лиги Суперсеријен, и Лига шампиона - Група Север.